# J. R. Sweezy
Justin Ross „J. R.“ Sweezy (* 8. April 1989 in Mooresville, North Carolina) ist ein ehemaliger US-amerikanischer American-Football-Spieler auf der Position des Guards. Er spielte für die Tampa Bay Buccaneers, die Seattle Seahawks und die Arizona Cardinals in der National Football League (NFL). Im NFL Draft 2012 wurde er von den Seahawks als 225. Spieler ausgewählt.

## College
Sweezy spielte im College Football 35 Spiele in der Defensive Line für die North Carolina State Wolfpack. In seinem letzten Jahr wurde er zum Kapitän der Defense gewählt.

## NFL
Sweezy wurden keine hohen Chancen eingeräumt, im NFL Draft ausgewählt zu werden. Der Trainer der Offensive Line der Seahawks, Tom Cable, hielt jedoch viel von Sweezy, worauf – nach Absprache mit anderen Verantwortlichen – Sweezy in der siebten Runde des Drafts ausgewählt wurde. Dadurch kam er in ein Team mit seinem ehemaligen Teamkollegen Russell Wilson.
Sweezy wurde nach seiner Verpflichtung vom Defensive Lineman zum Offensive Guard umgeschult. In seiner ersten Saison war er bei insgesamt 13 Spielen dabei, davon drei als Starter, wo er John Moffitt ersetzte.
In seiner zweiten Saison startete er in 13 Spielen der Regular Season und in allen Spielen der Play-offs. Die Saison schlossen die Seahawks mit dem Sieg im Super Bowl XLVIII ab.
Die Saison 2014 war die erste Saison, in der er in jedem Spiel als Starter eingesetzt wurde. Sweezy und die Seahawks wurden Meister der National Football Conference (NFC), verloren jedoch den Super Bowl XLIX gegen die New England Patriots.

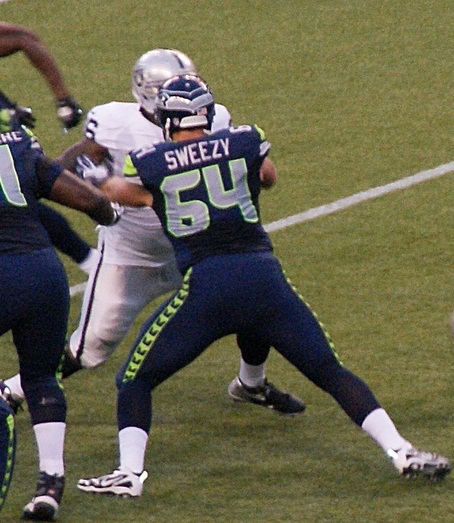
Sweezy blockt einen Spieler der Oakland Raiders (2013).

Am 9. März 2016 unterschrieb Sweezy bei den Tampa Bay Buccaneers. Er verpasste jedoch die ganze Saison, da er sich von einer Operation erholte. 2017 spielte Sweezy als einziger Offensive Lineman der Buccaneers jeden offensiven Snap, ehe er sich am 15. Spieltag eine Beinverletzung zuzog. Am 20. Dezember 2017 wurde er deshalb auf der Injured Reserve List platziert. Am 29. Juni 2018 wurde Sweezy von den Buccaneers entlassen.
Am 1. August 2018 wurde Sweezy erneut von den Seattle Seahawks unter Vertrag genommen.
Am 15. März 2019 unterschrieb er einen Zweijahresvertrag bei den Arizona Cardinals.
Am 2. August 2021 verpflichteten ihn die New Orleans Saints. Am 31. August wurde er im Rahmen der finalen Kaderverkleinerung auf 53 Spieler entlassen.
Am 29. Juli 2022 unterschrieb Sweezy für einen Tag bei den Seattle Seahawks, um als Spieler der Seahawks seine Karriere zu beenden.